# Parco statale di Sumidouro
Il parco statale di Sumidouro (in portoghese: Parque Estadual do Sumidouro) è un parco statale del Brasile situato nello stato di Minas Gerais. Qui, agli inizi del XIX secolo, vennero ritrovati i resti dei primi abitanti umani del Brasile, assieme alle ossa di rappresentanti della megafauna ormai estinti. La sua attrazione principale è la Gruta da Lapinha, una grande grotta calcarea.

## Posizione
Il parco statale di Sumidouro si trova nei comuni di Lagoa Santa (56%) e Pedro Leopoldo (44%), a nord dell'area metropolitana di Belo Horizonte, nel Minas Gerais, dalla quale dista 50 km. Sorge all'interno dell'area di protezione ambientale Carste de Lagoa Santa e copre una superficie di 2004 ettari. Prende il nome dalla sua laguna, Sumidouro («inghiottitoio»). La laguna è drenata da una rete di gallerie attraverso le quali l'acqua penetra nel sottosuolo fino al bacino calcareo.

## Storia

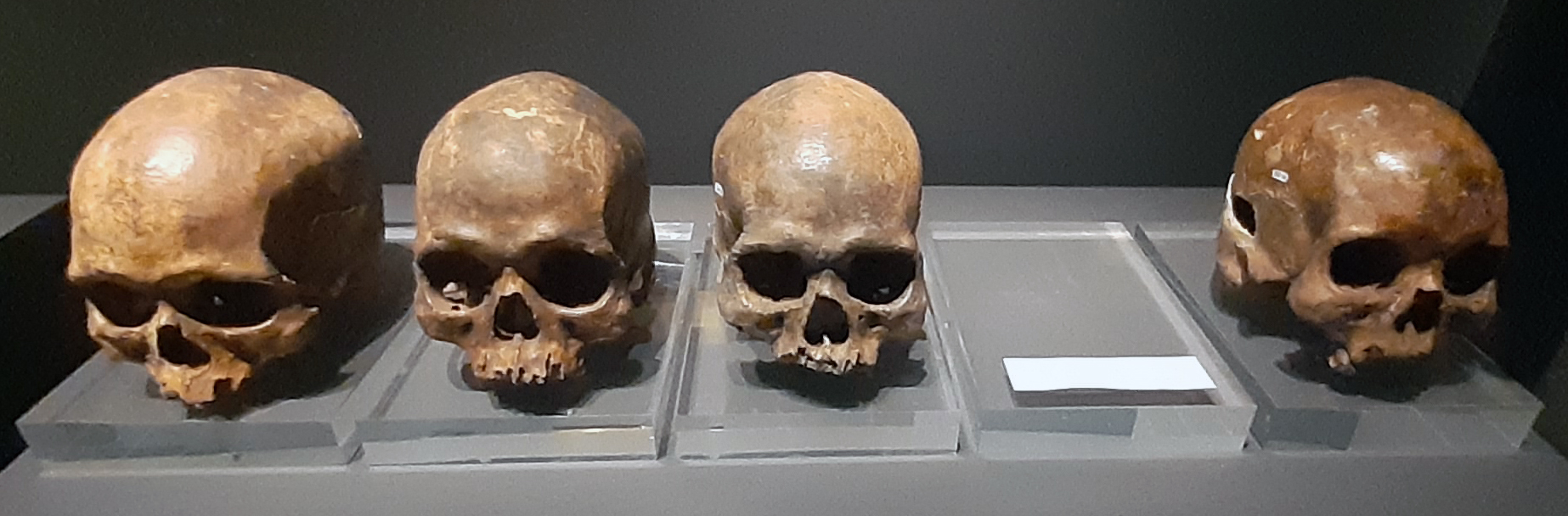
I crani di Lagoa Santa rinvenuti da Peter Wilhelm Lund.

Il naturalista danese Peter Wilhelm Lund condusse ricerche nell'area oggi coperta dal parco nella prima metà del XIX secolo, trovando i resti dei cosiddetti «uomini di Lagoa Santa», i primi abitanti del Brasile, assieme a rappresentanti estinti della megafauna. Di questa coesistenza dell'uomo con specie estinte parlò anche Charles Darwin nell'Origine delle specie. Più di recente, lo scheletro di «Luzia», rinvenuto a Lagoa Santa negli anni '70 e datato a 11.500 anni fa, ha cambiato l'opinione degli scienziati riguardo all'epoca del popolamento del continente americano. Sono state trovate anche tracce di uomini dell'età della pietra che vivevano fuori dalle grotte in quello che potrebbe essere il più antico sito paleoindiano a cielo aperto.
Il parco statale di Sumidouro venne istituito dal governatore statale Francelino Pereira con il decreto 20.375 del 3 gennaio 1980. Originariamente si chiamava parco ecologico della Valle del Sumidouro (in portoghese: Parque Ecológico do Vale do Sumidouro). Poco è stato fatto per incrementare la superficie del parco fino al 2006, quando vennero resi disponibili i fondi di compensazione ambientale per la linea verde che si estende tra Belo Horizonte e l'aeroporto internazionale Tancredo Neves di Confins.
Nell'ottobre 2007 venne riferito che il parco statale di Sumidouro era nelle fasi finali di ampliamento e dall'agosto dello stesso anno aveva una sede temporanea presso la Casa Fernão Dias. L'Istituto Forestale dello Stato (IEF) doveva acquisire 350 ettari entro la fine dell'anno e avviare la costruzione di un centro visitatori, della casa del direttore e delle strutture amministrative, con l'obiettivo di terminare l'ampliamento entro la fine del 2008. L'IEF stava anche registrando i proprietari terrieri che vivevano nel parco e controllando la loro documentazione in modo tale da poter calcolare il risarcimento per l'espropriazione. Il consiglio consultivo tenne la sua prima riunione nell'ottobre 2007 dopo una cerimonia di inaugurazione nella Gruta da Lapinha alla quale parteciparono consiglieri e rappresentanti della comunità locale.
Con il decreto 44.935 del 3 novembre 2008 la superficie del parco venne ampliata, mentre la legge 19.998 del 29 dicembre 2011 ne ha definito i confini. Il parco è un'unità di conservazione completamente protetta con l'obiettivo di promuovere la conservazione dell'ambiente e del patrimonio culturale, sostenendo al contempo la ricerca, la conservazione, l'educazione ambientale e il turismo. Uno studio pubblicato nel 2013 ha indicato che la popolazione locale non era soddisfatta del mondo in cui veniva gestito il parco. I residenti hanno affermato di non essere stati consultati durante il processo di creazione del parco e di non ritenere necessarie così tante regole; inoltre, sostengono che, se venissero maggiormente informati, potrebbero aiutare a gestire il patrimonio naturale pur usufruendone come in passato.

## Ambiente

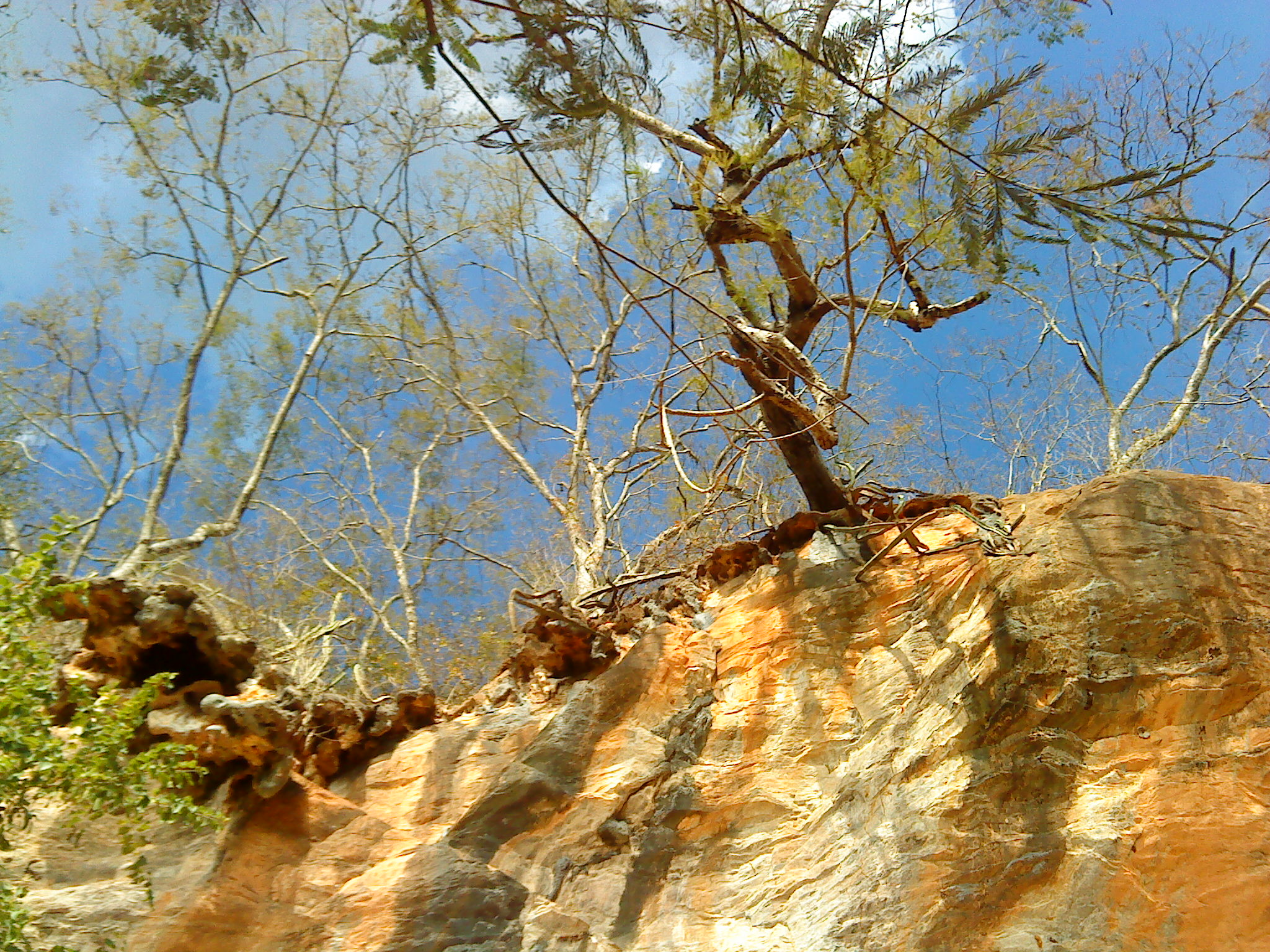
Alberi sulle falesie del parco.

Il parco si trova in un'area caratterizzata da formazioni di roccia carbonatica, con sorgenti, doline e grotte ricche di speleotemi. Il clima è tropicale umido, con estati piovose caratterizzate da periodi di inondazioni e inverni secchi. La flora comprende specie tipiche dei biomi del cerrado e della foresta atlantica.
La vegetazione presenta foreste a galleria, zone di cerrado e prati che si sviluppano sugli affioramenti rocciosi. Tra le specie presenti ricordiamo l'ipê-amarelo (Tabebuia ochracea), l'ipê-roxo (Handroanthus impetiginosus), la moreira (Mora paraensis), l'aroeirinha (Lithraea brasiliensis), la jatobá-do-campo (Hymenaea courbaril), la gabiroba (Campomanesia xanthocarpa), la manjoba, la mutamba (Guazuma ulmifolia) e il faveiro (Dimorphandra mollis). Il parco si trova nella zona di transizione tra il cerrado e la foresta atlantica e comprende anche zone di foresta secca. Alberi alti 5-8 metri predominano nel cerrado e nelle regioni nord-orientali e orientali della laguna di Sumidouro. Tra questi vi sono il pequi (Caryocar brasiliense), il pau-terra (Qualea grandiflora), la cagaita (Eugenia dysenterica), il tingui (Serjania piscatoria) e la sucupira (Bowdichia virgilioides).
Gli alberi decidui, che predominano nelle zone calcaree, possono raggiungere anche i 20 metri di altezza. Tra essi figurano l'aroeira (Schinus terebinthifolia), la gameleira (Ficus rufa), l'angico (Anadenanthera spp.), il cedro (Cedrela spp.), la catiguá, l'embiruçu, la paineira (Ceiba speciosa) e la maria-pobre. Vi sono anche specie tipiche della caatinga come il mandacarù (Cereus jamacaru) e il figo-da-barbária e arbusti come la pimentinha-do-mato. Intorno alla Gruta da Lapinha predominano gli alberi semi-decidui, che perdono circa la metà delle foglie durante la stagione secca e crescono fino a 15-20 metri. Questi comprendono l'angico-vermelho (Anadenanthera macrocarpa), l'angico-branco (Anadenanthera colubrina), il jequitibá-branco (Carinianna estrellensis) e la paineira (Eriotheca gracilipes). Il danneggiamento del manto forestale originario a opera dell'uomo ha provocato l'impoverimento del suolo e l'invasione di specie proprie del cerrado. Il piano di gestione del parco prevede il ripristino di alcune aree.
I mammiferi sono ben rappresentati: oltre a marsupiali e roditori, vi sono anche 13 specie di pipistrelli, diffusi soprattutto nelle numerose grotte del parco. Oltre a questi sono presenti il giaguaro (Panthera onca), il puma (Puma concolor), il mazama grigio (Mazama gouazoubira), il taira (Eira barbara), i coati, la volpe dei boschi (Cerdocyon thous), lo uistitì dai pennacchi neri (Callithrix penicillata), l'opossum quattrocchi grigio (Philander opossum), altri opossum, lo scoiattolo della Guiana (Sciurus aestuans), il ratto d'acqua sudamericano (Nectomys squamipes), il capibara (Hydrochoerus hydrochaeris), il paca (Cuniculus paca), gli aguti (Dasyprocta spp.), la cavia brasiliana (Cavia aperea) e il silvilago del Brasile (Sylvilagus brasiliensis). Tra gli anfibi figurano la pererequinha-de-banheiro (Scinax duartei), la rãzinha (Physalaemus soaresi), la rã-cachorro (Physalaemus cuvieri), la rã-manteiga (Leptodactylus ocellatus), la rã-assobiadeira (Leptodactylus fuscus), il sapo-cururu (Rhinella icterica), il sapo-cururuzinho (Rhinella ornata) e il sapo-bororó.
Nel parco sono state censite 132 specie di uccelli. Tra queste ricordiamo lo svasso americano (Podilymbus podiceps), il cormorano oliva (Phalacrocorax brasilianus), la garzetta nivea (Egretta thula), l'anatra fischiatrice ventre nero (Dendrocygna autumnalis), la pavoncella del Cile (Vanellus chilensis), l'airone fischiatore (Syrigma sibilatrix), il cavaliere collonero (Himantopus mexicanus) e il falco pescatore (Pandion haliaetus).

## Strutture

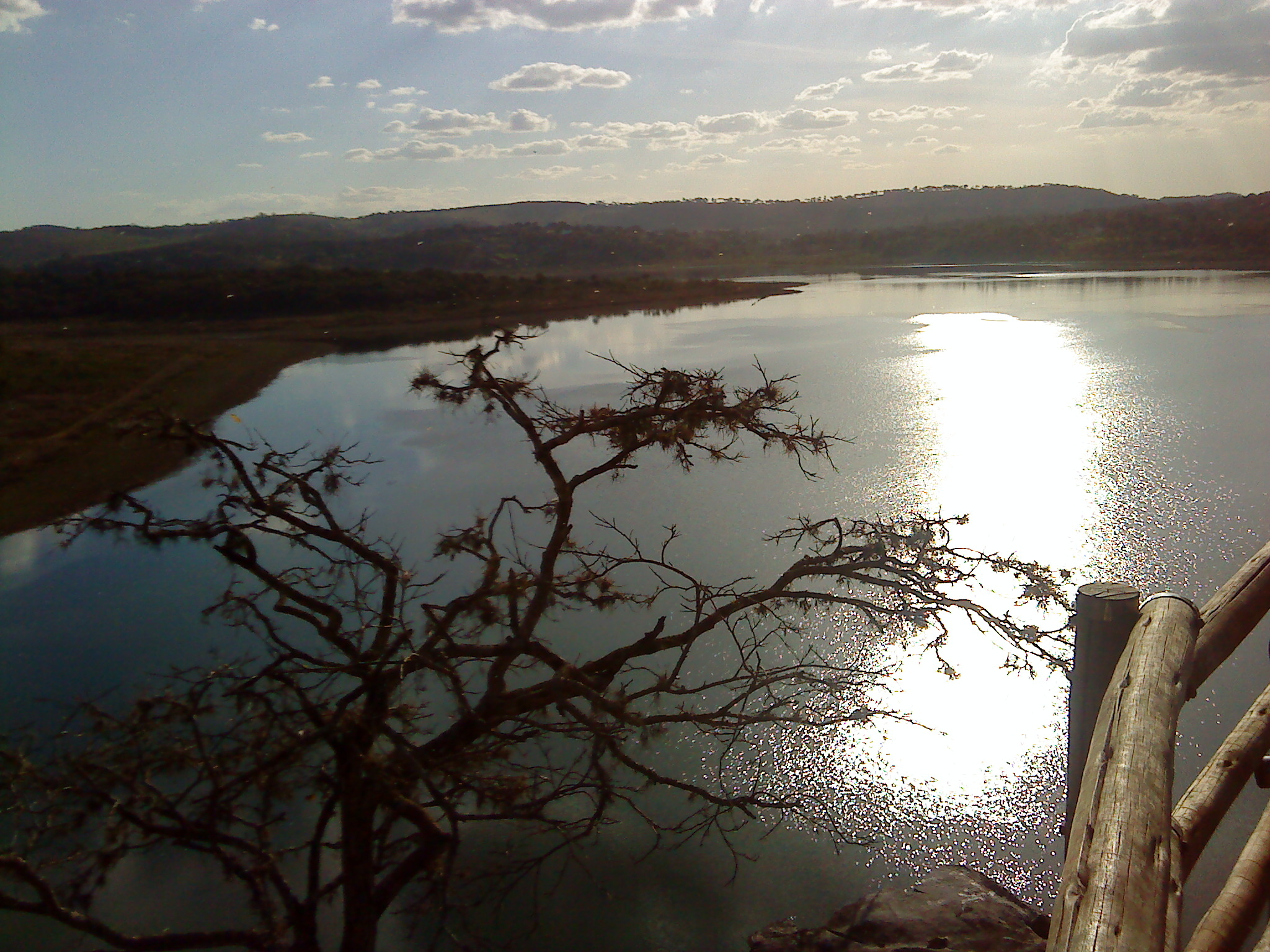
Il lago Sumidouro.

Il parco ha due strutture per i visitatori, una con il museo Peter Lund e la Gruta de Lapinha, e l'altra con la Casa Fernão Dias. C'è anche un alloggio per i ricercatori e un centro di ricerca. Vi sono biglietterie all'ingresso del museo, dei sentieri e della grotta, che possono essere visitati solo accompagnati da una guida registrata. Il parco è maggiormente visitato nei mesi di luglio e agosto.
Il centro visitatori dispone di servizi igienici e di uno snack bar. A Lagoa Santa vi sono ristoranti, negozi e hotel. Tutte le visite devono essere programmate e accompagnate da una guida. Vicino al museo Peter Lund vi sono pareti rocciose alte 550-700 metri che possono essere scalate da arrampicatori esperti muniti della propria attrezzatura.

### Esposizioni
Il 21 settembre 2012 è stato inaugurato il museo Peter Lund, che dispone di un'area espositiva con 80 fossili provenienti dal museo di storia naturale della Danimarca. Vi è un'area con mostre che spiegano l'importanza storica e culturale della regione carsica di Lagoa Santa, nonché una sala polivalente e due sale con mostre sul parco e sui progetti di gestione speleologica.
La Casa Fernão Dias si trova fuori dal parco vero e proprio, nel distretto di Quinta do Sumidouro di Pedro Leopoldo. Figura nell'elenco dei monumenti del patrimonio culturale redatto dall'Istituto statale del patrimonio storico e artistico (IEPHA). L'esposizione presente all'interno racconta la storia di Fernão Dias, un bandeirante che trascorse diversi anni nella regione con i suoi seguaci alla ricerca di oro e pietre preziose. Nella casa vi è un annesso dove lavora il personale amministrativo.

### La Gruta da Lapinha
La Gruta da Lapinha è una grotta all'interno di un massiccio calcareo formatosi circa 600 milioni di anni fa sul fondo del mare che un tempo ricopriva l'intera regione. La grande sala creatasi dove il calcare si è dissolto è lunga 511 metri e profonda 40. Contiene bellissimi speleotemi, che sono illuminati da led per evitare di generare troppo calore.

### Sentieri

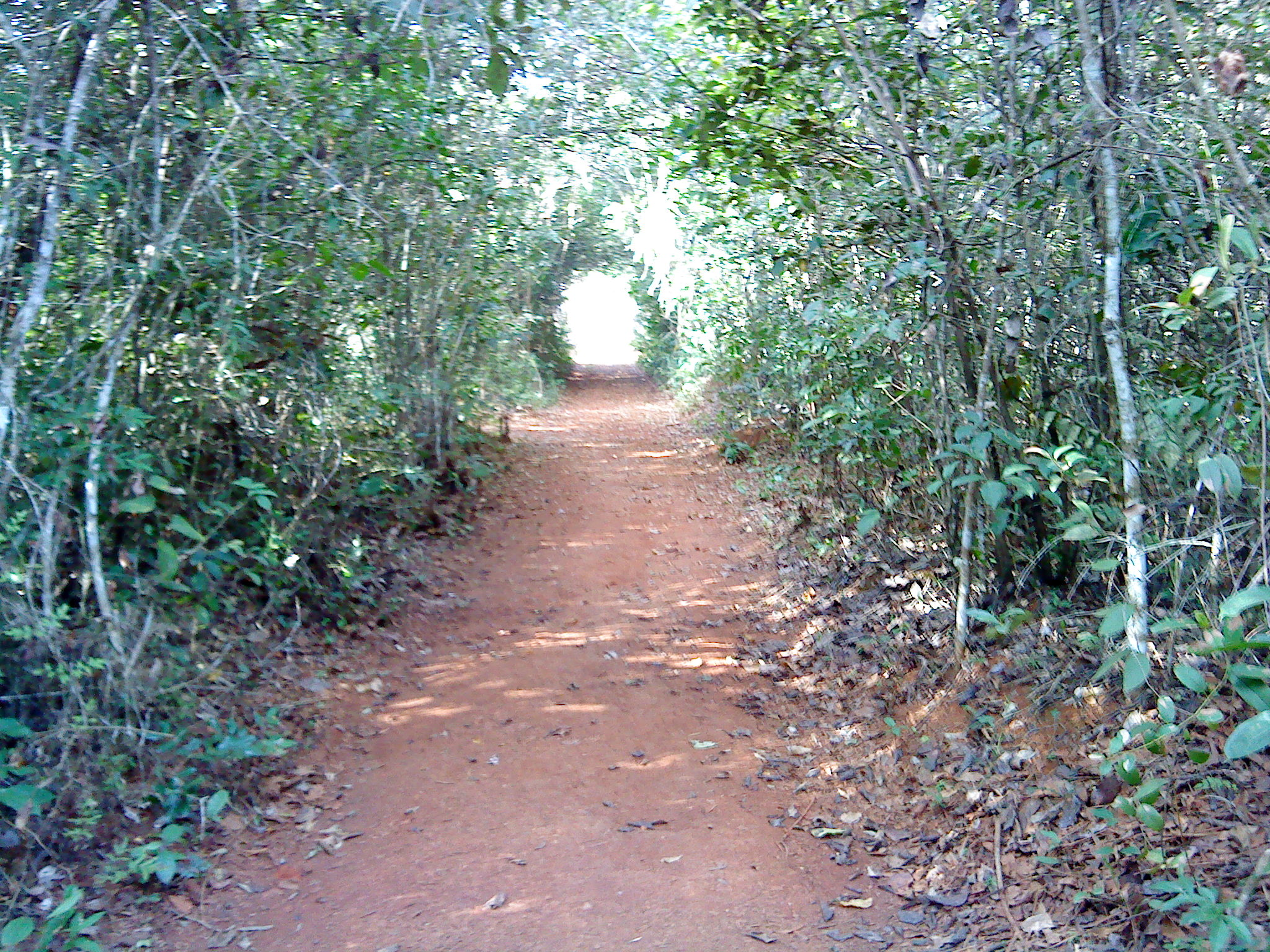
Un sentiero attraverso la vegetazione tipica del parco.

I sentieri possono essere visitati solo nei fine settimana. Durante la stagione delle piogge, in novembre e dicembre, possono essere chiusi a seconda delle condizioni meteorologiche.
Il circuito di Lapinha è un sentiero interpretativo di 40-60 minuti che inizia all'ingresso della Gruta da Lapinha e conduce lungo il fianco del massiccio calcareo. Il sentiero permette ai visitatori di osservare le caratteristiche del rilievo carsico e la flora tipica del cerrado. Passa attraverso la grotta di Macumba, che presenta aspetti dei cambiamenti geologici e climatici della regione. Il sentiero è di difficoltà medio-facile, con alcune scale e lievi pendenze, e deve essere programmato in anticipo.
Il sentiero di Sumidouro, di 90 minuti, inizia presso la Casa Fernão Dias e passa attraverso il punto di riferimento storico della Cruz do Pai Mané. Conduce al gazebo della laguna di Sumidouro, che offre una vista sulla regione circostante, e poi alla Gruta do Sumidouro (grotta di Sumidouro), dove vi sono pitture rupestri vecchie di migliaia di anni. La Gruta do Sumidouro è il luogo in cui Peter Lund trovò ossa umane mescolate ad ossa di megafauna estinta e prelevò circa 30 crani di «uomo di Lagoa Santa». Il sentiero ritorna alla Casa Fernão Dias lungo le sponde del lago Sumidouro. Il percorso è di difficoltà media e deve essere programmato in anticipo.
Il sentiero di Travessia, di 3 ore e 30 minuti, parte dalla Gruta da Lapinha e attraversa il parco fino al lago Sumidouro. Alcuni tratti passano attraverso la foresta e altri attraverso prati aperti e in alcuni punti è necessario arrampicarsi. Lungo il sentiero vi sono vedute panoramiche della regione e punti di interesse come i belvedere di Cruzeiro Histórico, Vinhático e Sumidouro e la grotta di Sumidouro con le sue pitture rupestri. Il percorso è di difficoltà media e deve essere programmato in anticipo.